# Leurophanes
Leurophanes é um gênero de mariposa pertencente à família Acrolepiidae.